# Vallée du Parc
Vallée du Parc est une station de sports d'hiver située à Shawinigan, au Québec (Canada). Elle se trouve dans la chaîne de montagnes des Laurentides en Mauricie. Son domaine skiable d'un dénivelé de 168 m et d'une altitude de 335 m compte 33 pistes.

## Histoire
Fondée en 1972, le centre de glisse Vallée du Parc est une station de ski établie au 10 000 chemin de la Vallée-du-Parc à Grand-Mère (Shawinigan) en Mauricie.
Elle change de propriétaire en 2009. En 2017, d'importants investissements sont annoncés, dont l'inauguration de nouvelles pistes et de nouvelles remontés mécaniques en 2018.

## Attraits
On y retrouve également la glissade sur tubes, la raquette, la luge alpine, le fat bike et le vélo de montagne.
En septembre et octobre, la station fait place au Festival des Couleurs.

## Distinctions
En 2023, Vallée du Parc a été finaliste dans deux catégories au Gala de la Chambre de commerce et d’industrie de Shawinigan (CCIS) : « Employeur de choix » et « Investissement ».